# Skeleton-Europameisterschaft 2008
Die 14. Skeleton-Europameisterschaft wurde am 18. Januar 2008 auf der olympischen Kunsteisbahn von Cesana Pariol ausgetragen. Sie wurde parallel zum fünften Rennen des Weltcups 2007/08 veranstaltet.
Durch die Austragung der EM während eines Weltcups, galten für das Rennen die Weltcupregeln. Schon am Vortag fand ein Rennen auf der Strecke statt. Bei den Herren gewann der Kanadier Jon Montgomery, bei den Frauen die Deutsche Kerstin Jürgens. Für das Rennen waren durch das in der Saison geltende Reglement die Startplätze zu bestimmten Quoten an verschiedene Nationen vergeben, die sich aus den Erfolgen des Vorjahres ergaben. Für Europa sah das folgende Quoten vor:
| Männer: - Großbritannien, Deutschland (je 3) - Lettland, Russland, Österreich, Schweiz, Niederlande (je 2) - Frankreich, Italien, Kroatien, Irland (je 1) | Frauen: - Deutschland (3) - Großbritannien, Schweiz, Russland (je 2) - Norwegen, Italien, Lettland (je 1) |

Durch diese neue Regelung waren bei diesen kontinentalen Titelkämpfen weitaus weniger Athleten am Start, als in den Jahren zuvor. Die Weltcuprennen wurden von Zach Lund und Katie Uhlaender aus den USA gewonnen, die Goldmedaillen der EM gingen sowohl bei den Herren als auch bei den Damen an die Zweitplatzierten der Rennen.
Hinzu kommt, dass für den Weltcup nur die ersten 16 Nationen der Nationenwertung bei den Männern und die ersten 13 Nationen bei den Frauen Athleten und Athletinnen entsenden dürfen. Im Rahmen der EM können auch die anderen Nationen jeweils einen Starter oder eine Starterin antreten lassen, die jedoch nur für die EM gewertet werden.

## Männer
| Platz | Sportler                   | Land                   | Laufzeiten  | Zeit          |
| ----- | -------------------------- | ---------------------- | ----------- | ------------- |
| 1     | Kristan Bromley (2)        | Vereinigtes Königreich | 57.52 57.76 | 1:55.28       |
| 2     | Sebastian Haupt (4)        | Deutschland            | 57.70 58.23 | 1:55.93 +0.65 |
| 3     | Adam Pengilly (5)          | Vereinigtes Königreich | 57.99 58.30 | 1:56.29 +1.01 |
| 4     | Anthony Sawyer (6)         | Vereinigtes Königreich | 58.18 58.15 | 1:56.33 +1.05 |
| 5     | Martins Dukurs (7)         | Lettland               | 57.98 58.38 | 1:56.36 +1.08 |
| 6     | Florian Grassl (8)         | Deutschland            | 57.92 58.46 | 1:56.38 +1.10 |
| 7     | Alexander Tretjakow (12)   | Russland               | 58.04 58.59 | 1:56.63 +1.35 |
| 8     | Frank Rommel (14)          | Deutschland            | 58.31 58.49 | 1:56.80 +1.52 |
| 9     | Tomass Dukurs (17)         | Lettland               | 58.50 58.65 | 1:57.15 +1.87 |
| 10    | Markus Penz (18)           | Österreich             | 58.71 58.65 | 1:57.36 +2.08 |
| 11    | Stefan Mörker (19)         | Schweiz                | 58.70 58.83 | 1:57.53 +2.25 |
| 12    | Alexander Mutowin (20)     | Russland               | 58.62 59.11 | 1:57.73 +2.45 |
| 13    | Daniel Mächler (22)        | Schweiz                |             | 59.12         |
| 14    | Matthias Guggenberger (23) | Österreich             |             | 59.47         |
| 15    | Peter van Wees (24)        | Niederlande            |             | 59.52         |
| 16    | Maurizio Oioli (25)        | Italien                |             | 1:00.58       |
| 17    | Patrick Shannon (26)       | Irland                 |             | 1:00.72       |
| 18    | Erik Geerts (27)           | Niederlande            |             | 1:02.26       |

Datum: 18. Januar 2008

Am Start waren 27 Athleten, davon 18, die um den Europameistertitel fuhren. Damit waren neun Europäer weniger am Start als bei den kontinentalen Titelkämpfen im Vorjahr. Zum zweiten Durchgang durften nur noch die 20 Bestplatzierten des ersten Durchgangs antreten, darunter 12 Europäer. In Klammern sind die Ergebnisse in der Weltcupwertung des Rennens angegeben. Kroatien und Frankreich nutzen ihre möglichen Startplätze nicht.
Medaillenfavoriten waren in erster Linie die britischen Fahrer, die bislang eine starke Saison fuhren. Zudem gehörten Alexander Tretjakow und Martins Dukurs aus Lettland zum erweiterten Kreis der Titelaspiranten. Markus Penz, der bei Großereignissen immer wieder eine gute Form erreichen konnte und Daniel Mächler zählten ebenfalls zum erweiterten Kreis der Medaillenanwärter. Die deutschen Starter zeigten, abgesehen vom Rennen des Vortages, eine schlechte Saison, womit sie, abgesehen vielleicht von Sebastian Haupt, nicht zu den Medaillenanwärtern gezählt werden konnten.
Bester Europäer nach dem ersten Lauf war Kristan Bromley, der schon 2004 und 2005 Europameister geworden war. Überraschend auf dem zweiten und dritten Rang folgte die Deutschen Haupt vor Florian Grassl. Nach sehr guten ersten Läufen konnten sie Martins Dukurs und Adam Pengilly auf die weiteren Plätze verweisen. Nicht überzeugen konnten Daniel Mächler und Matthias Guggenberger, die schon nach dem ersten Lauf ausschieden.
Im zweiten Lauf gab es aufgrund schwankender Leistungen und diverser Fahrfehler noch größere Verwerfungen im Feld. Bromley fiel auf den zweiten Platz des Weltcups hinter den US-Amerikaner Zach Lund zurück, konnte sich dennoch überlegen den Titel des Europameisters vor Sebastian Haupt sichern, der einige Schwächen im zweiten Lauf zeigte, aber seinen Platz am Ende souverän verteidigte. Die Bronzemedaille gewann dank eines guten zweiten Durchgangs Adam Pengilly, der nicht zuletzt von einem schweren Fehler des Deutschen Grassl profitierte, der auf den sechsten Rang zurückfiel. Das gute britische Ergebnis machte Anthony Sawyer auf dem vierten Platz perfekt.
Die britischen Fahrer konnten ihre Vormachtstellung der Saison im europäischen Raum auf eindrucksvolle Art untermauern. Die deutschen Starter konnten die bisherige eher schlechte Saison etwas vergessen machen. Enttäuschend waren hingegen die Leistungen der Schweizer und der österreichischen Piloten. Der Überraschungssieger des Vorjahres, Alexander Tretjakow, konnte bei diesen Titelkämpfen nur den siebten Rang belegen.

## Frauen
| Platz | Sportler             | Land                   | Laufzeiten      | Zeit          |
| ----- | -------------------- | ---------------------- | --------------- | ------------- |
| 1     | Anja Huber (2)       | Deutschland            | 59.50 59.04     | 1:58.54       |
| 2     | Swetlana Trunowa (3) | Russland               | 59.19 59.42     | 1:58.61 +0.07 |
| 3     | Kerstin Jürgens (4)  | Deutschland            | 59.42 59.35     | 1:58.77 +0.23 |
| 4     | Jessica Kilian (5)   | Schweiz                | 59.42 59.52     | 1:58.94 +0.40 |
| 5     | Amy Williams (8)     | Vereinigtes Königreich | 59.75 59.99     | 1:59.74 +1.20 |
| 6     | Desirée Bjerke (11)  | Norwegen               | 1:00.02 1:00.69 | 2:00.71 +2.17 |
| 7     | Olga Korobkina (12)  | Russland               | 1:00.43 1:00.48 | 2:00.91 +2.37 |
| 8     | Joska Le Conté       | Niederlande            | 1:01.16 1:00.30 | 2:01.46 +2.92 |
| 9     | Marion Trott (16)    | Deutschland            | 1:00.53 1:01.07 | 2:01.60 +3.06 |
| 10    | Maggie Davies (20)   | Vereinigtes Königreich |                 | 1:01.57       |
| 11    | Undīne Vītola (21)   | Lettland               |                 | 1:01.59       |
| 12    | Barbara Hosch (23)   | Schweiz                |                 | 1:02.30       |

Datum: 18. Januar 2008

Am Start waren 23 Athletinnen, davon elf Europäerinnen, die um den Titel der Europameisterin fuhren. Damit kämpften sechs Starterinnen weniger als im Vorjahr um die Goldmedaille. Costanza Zanoletti vom Gastgeberland Italien trat nicht zum Rennen an. Zum zweiten Durchgang durften nur noch die besten 19 Starterinnen des ersten Durchgangs antreten, zu denen acht Europäerinnen gehörten. Die Zahlen in den Klammern geben die Platzierungen des gleichzeitig gewerteten Weltcuprennens an.
Die Deutsche Starterin Kerstin Jürgens hatte bislang alle Rennen, die sie auf der Bahn von Cesana Pariol bestritten hatte gewonnen, darunter das Weltcuprennen des Vortages. Deshalb ging sie als Favoritin auf den Titel ins Rennen. Außerdem zum Kreis der Medaillenanwärter gehörten Anja Huber, Jessica Kilian, Amy Williams und Maggie Davies.
Überraschenderweise führte nach dem ersten Durchgang Swetlana Trunowa, die ihr bis dahin bestes Ergebnis bei der Europameisterschaft im Vorjahr als Siebte erreicht hatte und die in Weltcuprennen erst einmal als Achte unter die Besten zehn kam. Dahinter folgten zeitgleich Jürgens und Kilian vor Huber, die wie auch mehrere andere Athleten am Start Probleme mit einer schlechten Anlaufspur hatte.
Im zweiten Lauf konnte Huber eine nahezu perfekte Fahrt zeigen und sich an allen europäischen Konkurrentinnen vorbei schieben. Sie verwies mit überlegener Laufbestzeit Trunowa, die der Anspannung nicht ganz gewachsen war und eine nicht ganz saubere Fahrt zeigte, auf den Silberrang. Huber konnte mit ihrer Fahrt auch im Rahmen des Weltcuprennens bis auf drei hundertstel Sekunden an die siegreiche Katie Uhlaender herankommen. Beim Kampf um den dritten Rang setzte sich die erfahrenere Jürgens gegen die junge Schweizerin Kilian durch.
Huber ist damit die erste Frau, die nicht nur ihren Titel verteidigen konnte, sondern auch die erste Frau, die zum zweiten Mal Europameisterin wurde. Damit verbesserte sie die ohnehin schon ausgezeichnete Bilanz der deutschen Frauen, die abgesehen von 2006, als Maya Pedersen-Bieri den Titel gewann, alle Europameistertitel gewannen.